# 4LTR
De Motorola 4LTR productlijn verwijst naar een serie van mobiele telefoontoestellen van Motorola welke worden gekenmerkt met 4 hoofdletters, verwijzend naar de naam '4LTR' oftewel '4 Letters'

## 4LTR Series
- AURA
- FONE
- KRZR
- MING
- PEBL
- RAZR
- RAZR2
- RIZR
- ROKR
- SLVR
- ZINE